# استان قالمه
| استان قالمه        | استان قالمه        |
| ------------------ | ------------------ |
|                    |                    |
| Algeria-Guelma.png |                    |
| کشور               | الجزایر            |
| مساحت              | ۴٬۱۰۱ کیلومتر مربع |
| جمعیت              |                    |
| جمعیت              | ۴۸۲٬۲۶۱            |
| تراکم جمعیت        | ۱۱۷٫۶/کیلومتر مربع |
| شمارگان            |                    |
| شمارهٔ استان        | ۲۴                 |
| پیش‌شمارهٔ تلفنی     | ۰۳۷                |
| تعداد فرمانداری‌ها  | ۱۰                 |
| تعداد شهرستان‌ها    | ۳۴                 |
| کد پستی            |                    |

قالمه نام استان بیست‌وچهارم از استان‌های کشور الجزایر است.